# Luncași (okręg Jassy)
Luncași – wieś w Rumunii, w okręgu Jassy, w gminie Hălăucești. W 2011 roku liczyła 880 mieszkańców.